# Lykke på rejsen
Lykke på rejsen er en dansk film fra 1947, instrueret af Christen Jul og Søren Melson. Her er der tale om en god gammel gang kærlighed, en rejsende love story, med gedigne præstationer fra en række fremragende skuespillere stort opsat i en åbenlys international stil ganske specielt for en dansk film i slut-40'erne at være. Alene af denne gode optiske grund fortjener den at blive set. Den kedelige tørvetriller Klaus Broholt (Erling Schroeder) forsømmer sin mere sprælske hustru Dagny (Ingeborg Brams), hun søger derfor lykken hos den rige og mere end velvillige godsejer Fries-Olsen (Asbjørn Andersen).
Imens begynder Klaus at boltre sig i Paris sammen med den mutte Betty (Elsa Kourani), hvorhen hans lettere vanvittige og vandpibe storrygende onkel Mathias, i skikkelse af Peter Malberg, har sendt ham på en opgave.
Danske Malberg og Andersen kunne, grundet deres berømte forvandlingsevner på film (lidt ala den amerikanske stumfilmstjerne Lon Chaney), med rette kaldes de dengang førende 'method actors' herhjemme på herresiden. Sidenhen gik f.eks. en Brams hen og blev kendt som det på kvindesiden (teatret).
- Manuskript Christen Jul og Kirstine Andersen.

## Medvirkende
- Erling Schroeder
- Ingeborg Brams
- Elsa Kourani
- Asbjørn Andersen
- Peter Malberg
- Maria Garland
- Paul Holck-Hofmann
- Ellen Margrethe Stein
- Karl Jørgensen
- Olaf Ussing
- Karen Berg
- Ego Brønnum-Jacobsen